# Hans Nikolaus von Bernstorff
Pour les articles homonymes, voir von Bernstorff.

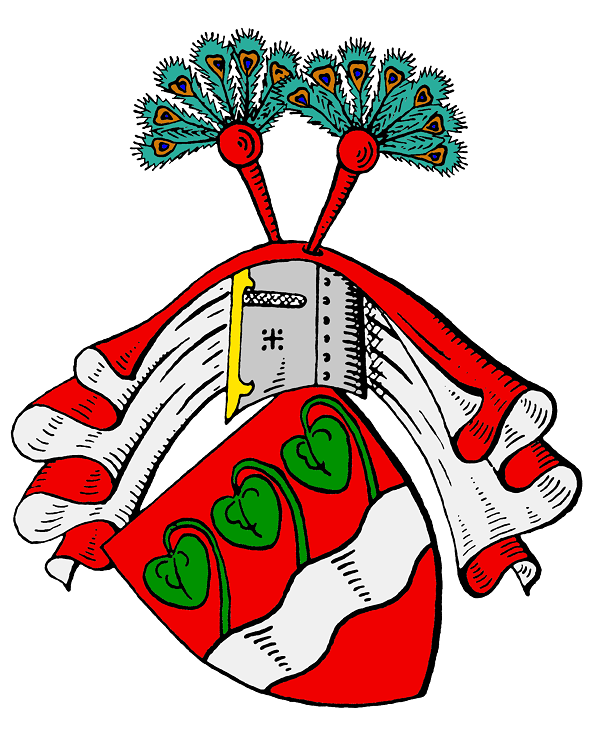
Blason des Bernstorff.

Le comte Hans Nikolaus Ernst von Bernstorff, né le 26 septembre 1856 à Hanredder dans le Holstein et mort le 2 juin 1914 à Berlin est un officier de marine allemand, auteur de romans d'aventure maritime pour la jeunesse.

## Biographie
Hans von Bernstorff descend d'une famille de la noblesse immémoriale d'Allemagne du nord. Il quitte le lycée avant le baccalauréat pour entrer dans la marine impériale. Après un périple autour du monde de deux ans, il est nommé officier en 1877. Il obtient plus tard le grade de korvettenkapitän et quitte la marine en 1896. Son premier livre paraît en 1889 et quelques années plus tard, il se consacre totalement à la littérature maritime. La plupart de ses histoires se passent à bord de bateaux. Le comte von Bernstorff est un auteur typique de l'époque impériale, à la gloire de la  marine allemande qui défiait la toute-puissance britannique. Il est mort avant de voir son écroulement à la fin de la Grande Guerre et la fin des Hohenzollern.
Il fut édité principalement par l'Union Deutsche Verlagsgesellschaft, quelques romans pour la jeunesse furent publiés par la collection Der Gute Kamerad et des nouvelles par la maison Das Neue Universum.